# Eivør Pálsdóttir (musikalbum)
Eivør Pálsdóttir är Eivør Pálsdóttirs debutalbum. Albumet släpptes år 2000.

## Låtlista
1. Ástarstund
2. Randaðu Rósur
3. Vakrasti Dreymur
4. Áh, Kundu á Tiðarhavi
5. Vársins Ljóð
6. Lítla Barnið
7. Í Gøtu Ein Dag
8. Silvurkannan
9. Føroyar Mín Móðir
10. Jesuspápin
11. Som Den Gyldne Sol
12. Giv Fred fremdeles